# Classe Iron Duke
Pour les autres classes de navires du même nom, voir Classe Duke.
Les quatre bâtiments de la classe Iron Duke, de la Royal Navy, furent tous lancés entre octobre 1912 et novembre 1913. 
Ils constituaient la quatrième série de Superdreadnoughts britanniques, avec cinq tourelles doubles de 343 millimètres, alignées dans l'axe du navire, ce qui permettait de tirer une bordée avec les dix pièces.

## Conception
Ils différaient des classe King George V par une augmentation du blindage et le passage de l'artillerie secondaire du calibre 102 millimètres à 152. Cette augmentation de calibre était rendue nécessaire par la taille croissante des destroyers, mais il avait fallu attendre le départ de l'amirauté de Sir John Arbuthnot Fisher, partisan des navires monocalibres, pour pouvoir la mettre en œuvre. 

Ces nouveaux canons furent tous placés, sauf quatre, dans des casemates blindées situées sur les flancs et bas sur l'eau, car on pensait, à tort, que la silhouette des destroyers ennemis se découperait ainsi sur l'horizon. Certains commentateurs firent remarquer que cette disposition augmentait le déplacement du navire de près de deux mille tonnes, et présentait des risques pour le navire, voie d'eau possible en cas de gîte et magasins de munitions de ces pièces plus exposés que ceux de l'artillerie principale. 

Si bien qu'il aurait été préférable que cette artillerie soit placée, de façon plus efficiente et moins coûteuse, sur des navires de l'écran. Bien que conçus pour une vitesse de vingt et un nœuds, ils s'étaient tellement alourdis, à la fin de la guerre, qu'ils ne dépassaient guère, souvent, dix-neuf nœuds. Ils furent néanmoins considérés comme des navires très réussis, cédant de peu face aux Revenge, construits deux ans plus tard. Les deux premiers navires coûtèrent respectivement 1 945 824 et 2 043 437 livres sterling.

## Navires de la classe
| Nom                  | Chantier naval              | Mise en chantier | Lancement        | Mise en service  | Démolition | Photo |
| -------------------- | --------------------------- | ---------------- | ---------------- | ---------------- | ---------- | ----- |
| HMS Iron Duke        | Portsmouth dockyard         | janvier 1912     | 12 octobre 1912  | mars 1914        | 1948       |       |
| HMS Marlborough      | Portsmouth dockyard         | janvier 1912     | 24 octobre 1912  | juin 1914        | 1932       |       |
| HMS Benbow           | Beardmore                   | novembre 1912    | 12 novembre 1913 | octobre 1914     | 1929       |       |
| HMS Emperor of India | Barrow-in-Furness (Vickers) | 31 mai 1912      | 27 novembre 1913 | 10 novembre 1914 | 1931       |       |

 note : le HMS Canada est parfois considéré comme faisant partie de la classe Iron Duke, bien que construit à l'origine pour le Chili et complété finalement un an plus tard, avec quelques modifications. 

## Carrières
HMS Iron Duke
Le premier navire de la classe fut nommé en l'honneur du duc Arthur Wellesley de Wellington, dit le duc de fer. Il fut le navire amiral de la Grand Fleet, d'août 1914 à février 1917. Durant la bataille du Jutland, Sir John Jellicoe et son état-major y étaient embarqués. Il tira alors 90 obus de 343 mm sans lui-même subir de dommages.
Après la guerre, il partit pour la Mediterranean Fleet où il devint, là aussi, le navire amiral de Sir John de Robeck. Il y servit, ainsi que dans l'Atlantic Fleet, jusqu'en 1932. Il devint alors navire d'entraînement. Au début de la Seconde Guerre mondiale, il devint navire base à Scapa Flow. Il fut obligé de s'échouer après une attaque aérienne mais, renfloué, il reprit du service jusqu'à la fin des hostilités. 
En 1946, il fut vendu à la casse et démoli à Glasgow en 1948.
HMS Marlborough
Mis en chantier en même temps, le second navire de la classe fut nommé, lui, en l'honneur de John Churchill 1er duc de Marlborough. Il conduisit la première escadre de bataille de la Grand Fleet jusqu'en février 1917. Au Jutland, il encaissa une torpille, qui tua deux marins et en blessa deux autres, mais il conserva néanmoins sa place dans la ligne, et son artillerie principale tira 162 obus. 
Après la guerre, il servit en Mer Noire, où il recueillit, entre autres, le grand-duc Nicolas Nikolaïevitch et le prince Félix Youssoupoff. Il fut rayé des listes et vendu pour être démoli en 1932.
HMS Benbow
Le troisième navire de la série fut nommé, lui, en l'honneur de l'amiral John Benbow. Il servit, lui, dans la quatrième escadre de bataille, comme navire amiral, jusqu'en juin 1916. Au Jutland, alors qu'il était navire amiral de Doveton Sturdee, il tira seulement 40 obus de 343 mm. 
Après guerre, il servit en Méditerranée, en mer Noire et dans l'Atlantique, jusqu'en 1929, année où il fut vendu et démoli.
HMS Emperor of India
Le quatrième aurait dû s'appeler Delhi mais, un mois avant son lancement, il fut renommé à la suite du couronnement de George V, comme Empereur des Indes. Après sa mise en service, il joignit la première escadre de bataille de la Grand Fleet, puis devint le navire amiral de Alexander Ludovic Duff (en) de la quatrième escadre. Il reçut à son bord le roi, lors d'une inspection de la flotte, en juillet 1915. En carénage à Invergordon, il ne participa pas à la bataille du Jutland. Duff embarqua donc sur le Superb. En février 1917, il remplaça le Marlborough, au sein de la première escadre. Il fut présent lors de la reddition de la flotte allemande, en novembre 1918, puis partit, l'année suivante, pour la Mediterranean Fleet. 
En 1929, il fut coulé comme navire cible, puis renfloué pour être démoli.